# SPA

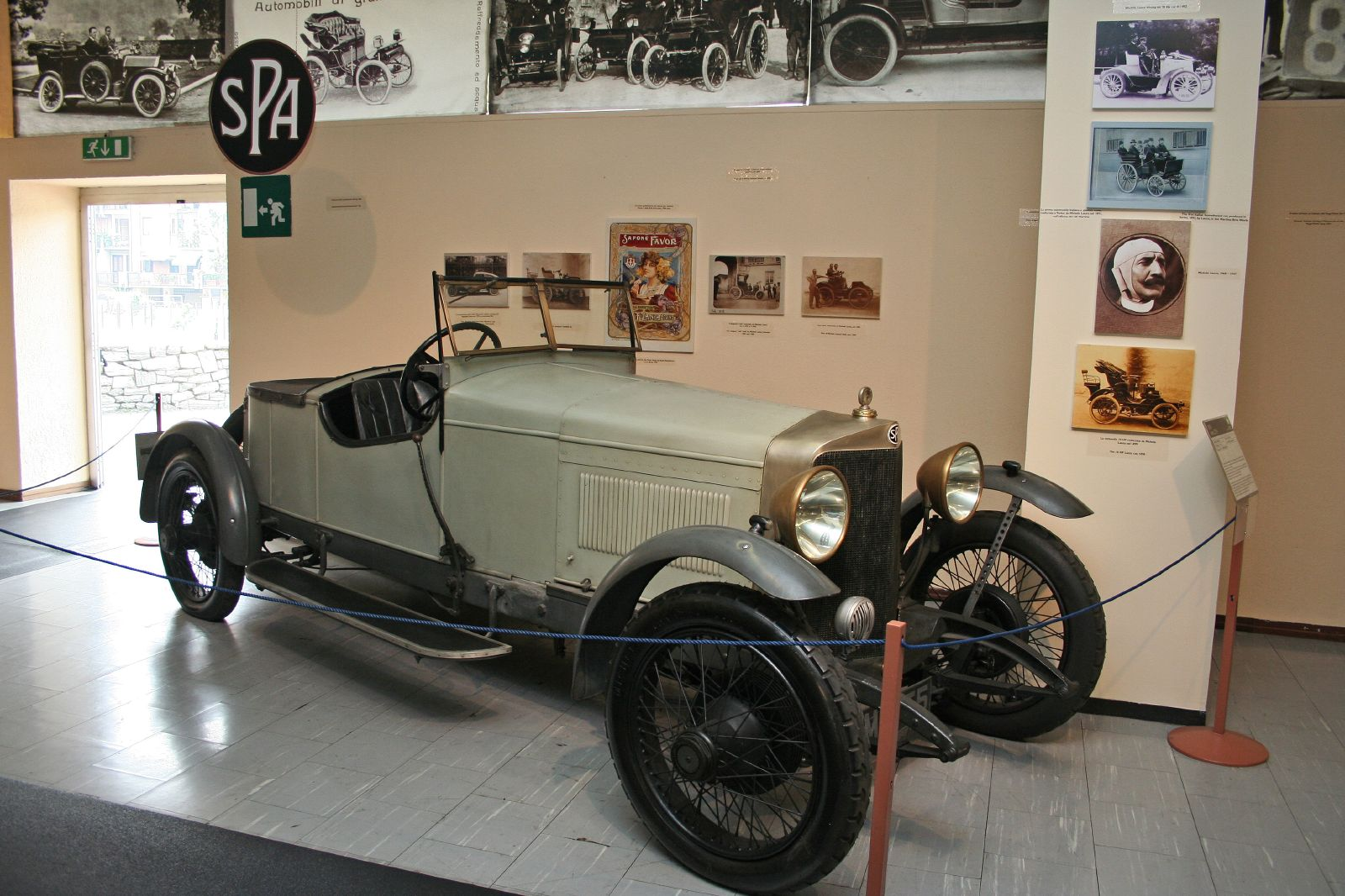
Automóvil SPA en el Museo Nacional del automóvil de Turín

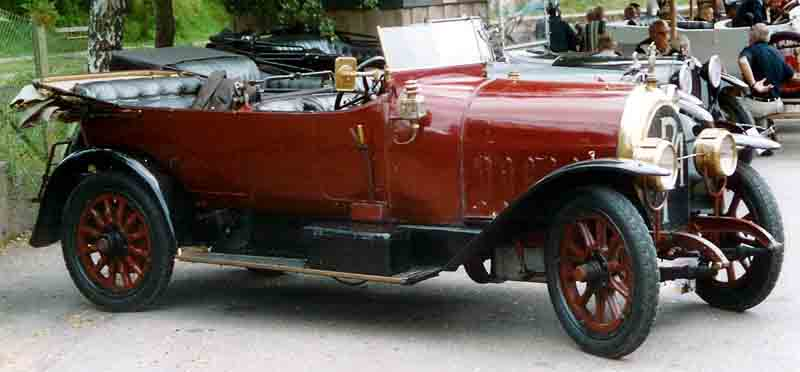
SPA 50HP

SPA (acrónimo de Società Piemontese Automobili) fue una empresa italiana fabricante de automóviles. Fundada en julio de 1906 en Turín por Matteo Ceirano y Michele Ansaldi, en 1926 fue adquirida por el también turinés grupo Fiat S.p.A. En 1947 la sociedad fue liquidada.

## Historia

### Los inicios
Se funda con el nombre de Società Piemontese Automobili Ansaldi-Ceirano.

### La expansión
En 1908 se fusiona con la Fabbrica Ligure Automobili Genova (FLAG) cambiando su razón social a Società Ligure Piemontese Automobili. La sede social de la compañía se traslada a Génova, mientras que la producción se concentra en Turín. La marca FLAG deja de utilizarse al adoptarse para todos sus productos la marca SPA.
En 1916 toma el control sobre el fabricante turinés de automóviles Aquila Italiana. En 1917 absorbe las actividades de esta y liquida la sociedad.
En 1921 adquiere la fábrica del fabricante turinés Rapid, puesto en liquidazión ese mismo año y que había sido fundado en 1904 por Giovanni Battista Ceirano, hermano de Matteo. No así la marca, que será adquirida por la empresa Cyclecar Italiano Petromilli.

### Fin de las actividades automovilísticas
Debido a problemas financieros, SPA es adquirida en 1926 por el grupo Fiat S.p.A. En 1932 SPA absorbe SCAT-Ceirano, sociedad resultante de la fusión de dos sociedades previas fundadas por Giovanni Ceirano, hermano de Matteo. En 1935 el ejército italiano requísa las antiguas fábricas de SCAT-Ceirano. SPA es liquidada en 1947, aunque la marca permanece en uso hasta 1949.

## Automóviles
- SPA 14/16 HP
- SPA 25/30 HP
- SPA 28/40 HP
- SPA 60/70 HP
- SPA Tipo 23
- SPA Tipo 24
- SPA Tipo 25

## Palmarés
En 1909 Francesco Ciuppa gana la carrera de rally más famosa de Italia, la Targa Florio. A bordo de un automóvil SPA, Ciuppa recorre los 148 kilómetros en 2 horas, 43 minutos y 19 segundos. Con una velocidad media de 54.67 km/h se convierte en el ganador de la cuarta edición de la carrera.